# Acacia anceps
Espèce
Répartition géographique
Acacia anceps est une espèce de plantes à fleurs de la famille des fabacée, du genre Acacia et du sous-genre Phyllodineae. C'est un arbuste endémique d'Australie. Il est appelé en anglais Port Lincoln wattle (acacia de Port Lincoln), ou two edged wattle (acacia à deux tranchants).

## Description
Cet arbrisseau touffu est généralement  haut de 1 à 3 mètres. Il fleurit de septembre à février ; ses fleurs sont jaunes. Ses branches sont dressées, rigides, glabres et poussent vers l'extérieur, formant un buisson d'un diamètre de 1 à 3 mètres. Ses phyllodes sont épais et rigides, de forme linéaire à obovale. Ils atteignent une longueur d'environ 5 cm  et une largeur de 3,5 cm.

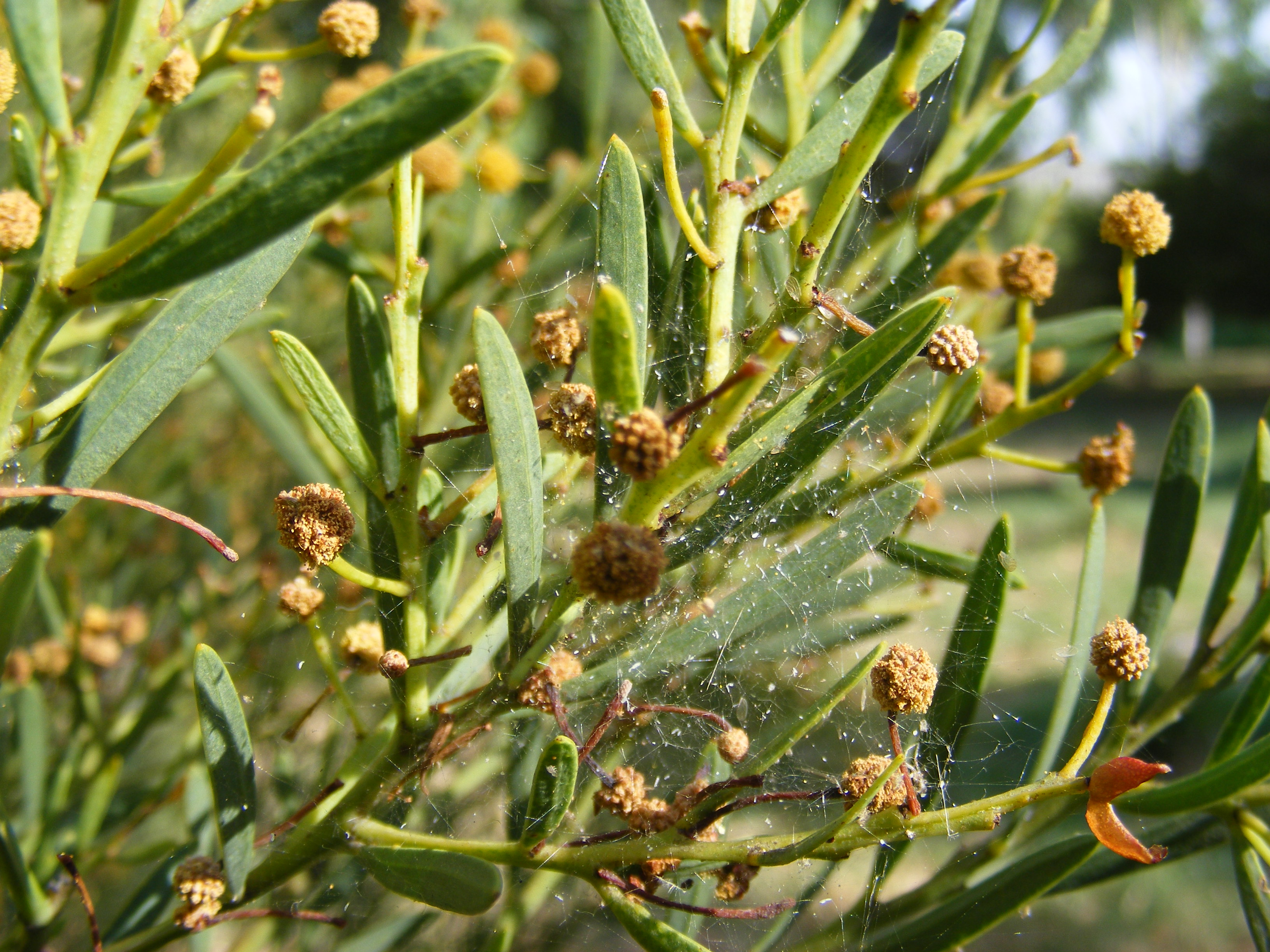
Phyllodes et fleurs d’A. anceps.

Les inflorescences solitaires sont axillaires, formant de gros capitules globuleux. Après la floraison apparaissent des gousses de couleur rouge à brune. Ces gousses sont plates ou ondulées, longues d'environ 5 cm et larges de 1,2 cm ; elles contiennent des graines brun foncé ou marbrées de forme elliptique.

## Distribution
Il est originaire du sud de l'Australie-Occidentale, le long de la côte de la région de Goldfields-Esperance, et des zones côtières de l'Australie-Méridionale jusqu'à la péninsule d'Eyre à l'est. Il pousse bien dans les sols sableux calcaires et les sols sableux rouge-brun peu profonds, parmi la végétation des dunes côtières ou des écosystèmes de broussailles ouverts.

## Culture
Acacia anceps est utilisé comme acacia ornemental dans les régions côtières et  comme brise-vent. Il peut être multiplié à partir de graines ou de boutures mais a besoin de sols bien drainés. Il tolère le plein soleil ou la mi-ombre et résiste à la sécheresse.